# Jores Okore
Jores Okore (Abidjan, 11 agosto 1992) è un ex calciatore ivoriano naturalizzato danese, di ruolo difensore.

## Biografia
Nato ad Abidjan, in Costa d'Avorio l'11 agosto 1992, si trasferisce in Danimarca all'età di tre anni.
Nel 2012 è stato inserito nella lista dei migliori calciatori nati dopo il 1991 stilata da Don Balón.

## Carriera

### Club

#### Nordsjælland
Jores Okore inizia la sua carriera da calciatore nel 2000, quando viene acquistato dal Boldklubben af 1893 per militare nelle varie divisioni giovanili del club di Copenaghen. Dopo aver militato per sette anni nella squadra biancoblu, viene acquistato nel 2007 dal Nordsjælland dove compie tutta la trafila delle giovanili fino al 2009, esattamente il 26 agosto, quando debutta durante un match di Landspokalturneringen. Due anni più tardi arriva il suo debutto in campionato: il 3 aprile 2011 subentra dalla panchina a partita in corso, durante il match di campionato con l'Horsens. L'11 settembre, durante una partita di campionato con l'Aalborg, rimedia la sua prima ammonizione in carriera. Sette giorni più tardi segna la sua prima rete in carriera, in occasione del match di campionato giocato con il Brøndby. Il 18 marzo 2012 ottiene, a suo malgrado, la sua prima espulsione in carriera durante una partita di campionato.

#### Aston Villa
Il 13 giugno 2013 attraverso un comunicato sul proprio sito internet, l'Aston Villa ne annuncia l'acquisizione a titolo definitivo per 4 milioni di sterline, quasi 4,7 milioni di euro. Okore firma un quadriennale.

#### Copenaghen
Il 27 agosto 2016 passa al Copenaghen, con cui si lega per quattro anni.

### Nazionale
Nel 2011, esattamente il 6 settembre, debutta con la maglia dell'Under-21 per prendere parte al match con l'Irlanda del Nord Under-21 valido per la qualificazione agli Europei del 2013.
Dopo aver giocato tre partite con l'Under-21 Morten Olsen, c.t. della Nazionale maggiore, lo convoca per le due amichevoli in programma l'11 novembre con la Svezia e il 15 novembre con la Finlandia.
In data 24 maggio 2012 viene convocato dal CT Olsen come 23º membro della truppa danese per gli Europei 2012

## Statistiche

### Presenze e reti nei club
Statistiche aggiornate al 15 aprile 2017.
| Stagione            | Squadra             | Campionato          | Campionato | Campionato | Coppe nazionali | Coppe nazionali | Coppe nazionali | Coppe continentali | Coppe continentali | Coppe continentali | Altre coppe | Altre coppe | Altre coppe | Totale | Totale | Totale |
| Stagione            | Squadra             | Comp                | Pres       | Reti       | Comp            | Pres            | Reti            | Comp               | Pres               | Reti               | Comp        | Pres        | Reti        | Pres   | Reti   |        |
| ------------------- | ------------------- | ------------------- | ---------- | ---------- | --------------- | --------------- | --------------- | ------------------ | ------------------ | ------------------ | ----------- | ----------- | ----------- | ------ | ------ | ------ |
| 2009-2010           | Nordsjælland        | -                   | -          | -          | CD              | 1               | 0               | -                  | -                  | -                  | -           | -           | -           | 1      | 0      |        |
| 2010-2011           | Nordsjælland        | SL                  | 11         | 0          | CD              | 3               | 0               | -                  | -                  | -                  | -           | -           | -           | 14     | 0      |        |
| 2011-2012           | Nordsjælland        | SL                  | 25         | 1          | CD              | 3               | 0               | UEL                | 2                  | 0                  | -           | -           | -           | 30     | 1      |        |
| 2012-2013           | Nordsjælland        | SL                  | 29         | 4          | CD              | -               | -               | UCL                | 5                  | 0                  | -           | -           | -           | 34     | 4      |        |
| Totale Nordsjælland | Totale Nordsjælland | Totale Nordsjælland | 65         | 6          |                 | 7               | 0               |                    | 7                  | 0                  |             |             |             | 79     | 6      |        |
| 2013-2014           | Aston Villa         | PL                  | 3          | 0          | FACup+CdL       | 0+1             | 0               | -                  | -                  | -                  | -           | -           | -           | 4      | 0      |        |
| 2014-2015           | Aston Villa         | PL                  | 23         | 1          | FACup+CdL       | 5+0             | 0               | -                  | -                  | -                  | -           | -           | -           | 28     | 1      |        |
| 2015-2016           | Aston Villa         | PL                  | 12         | 0          | FACup+CdL       | 2+0             | 0               | -                  | -                  | -                  | -           | -           | -           | 14     | 0      |        |
| ago. 2016           | Aston Villa         | FCL                 | -          | -          | CdL             | 1               | 0               | -                  | -                  | -                  | -           | -           | -           | 1      | 0      |        |
| Totale Aston Villa  | Totale Aston Villa  | Totale Aston Villa  | 38         | 1          |                 | 9               | 0               |                    | -                  | -                  |             | -           | -           | 47     | 1      |        |
| 2016-2017           | Copenaghen          | SL                  | 5          | 0          | CD              | 2               | 0               | UCL+UEL            | 0+1                | 0                  | -           | -           | -           | 8      | 0      |        |
| Totale carriera     | Totale carriera     | Totale carriera     | 108        | 6          |                 | 18              | 0               |                    | 8                  | 0                  |             |             |             | 134    | 6      |        |

### Cronologia presenze e reti in nazionale
| Cronologia completa delle presenze e delle reti in nazionale ― Danimarca | Cronologia completa delle presenze e delle reti in nazionale ― Danimarca | Cronologia completa delle presenze e delle reti in nazionale ― Danimarca | Cronologia completa delle presenze e delle reti in nazionale ― Danimarca | Cronologia completa delle presenze e delle reti in nazionale ― Danimarca | Cronologia completa delle presenze e delle reti in nazionale ― Danimarca | Cronologia completa delle presenze e delle reti in nazionale ― Danimarca | Cronologia completa delle presenze e delle reti in nazionale ― Danimarca |
| Data                                                                     | Città                                                                    | In casa                                                                  | Risultato                                                                | Ospiti                                                                   | Competizione                                                             | Reti                                                                     | Note                                                                     |
| ------------------------------------------------------------------------ | ------------------------------------------------------------------------ | ------------------------------------------------------------------------ | ------------------------------------------------------------------------ | ------------------------------------------------------------------------ | ------------------------------------------------------------------------ | ------------------------------------------------------------------------ | ------------------------------------------------------------------------ |
| 11-11-2011                                                               | Copenaghen                                                               | Danimarca                                                                | 2 – 0                                                                    | Svezia                                                                   | Amichevole                                                               | -                                                                        | 62’                                                                      |
| 15-11-2011                                                               | Esbjerg                                                                  | Danimarca                                                                | 2 – 1                                                                    | Finlandia                                                                | Amichevole                                                               | -                                                                        |                                                                          |
| 15-1-2012                                                                | Bangkok                                                                  | Danimarca                                                                | 1 – 1                                                                    | Norvegia                                                                 | Amichevole                                                               | -                                                                        | 19’                                                                      |
| 2-6-2012                                                                 | Copenaghen                                                               | Danimarca                                                                | 2 – 0                                                                    | Australia                                                                | Amichevole                                                               | -                                                                        | 63’                                                                      |
| 15-8-2012                                                                | Odense                                                                   | Danimarca                                                                | 1 – 3                                                                    | Slovacchia                                                               | Amichevole                                                               | -                                                                        |                                                                          |
| 26-1-2013                                                                | Tucson                                                                   | Canada                                                                   | 0 – 4                                                                    | Danimarca                                                                | Amichevole                                                               | -                                                                        | 76’                                                                      |
| 31-1-2013                                                                | Glendale                                                                 | Messico                                                                  | 1 – 1                                                                    | Danimarca                                                                | Amichevole                                                               | -                                                                        |                                                                          |
| 6-2-2013                                                                 | Skopje                                                                   | Macedonia                                                                | 3 – 0                                                                    | Danimarca                                                                | Amichevole                                                               | -                                                                        | 53’                                                                      |
| 5-6-2013                                                                 | Aalborg                                                                  | Danimarca                                                                | 2 – 1                                                                    | Georgia                                                                  | Amichevole                                                               | -                                                                        |                                                                          |
| 11-6-2013                                                                | Copenaghen                                                               | Danimarca                                                                | 0 – 4                                                                    | Armenia                                                                  | Qual. Mondiali 2014                                                      | -                                                                        | 46’                                                                      |
| 7-9-2014                                                                 | Copenaghen                                                               | Danimarca                                                                | 2 – 1                                                                    | Armenia                                                                  | Qual. Euro 2016                                                          | -                                                                        | 57’                                                                      |
| Totale                                                                   |                                                                          | Presenze                                                                 | 11                                                                       |                                                                          | Reti                                                                     | 0                                                                        |                                                                          |

## Palmarès

### Club

#### Competizioni nazionali
- Coppa di Danimarca: 2

Nordsjælland: 2009-2010, 2010-2011
- Campionato danese: 2

Nordsjælland: 2011-2012
Copenaghen: 2016-2017